# 矢野俊策
矢野 俊策（やの しゅんさく、1977年 -）は、主にテーブルトークRPGを手がけるゲームデザイナー、ライター。現在は株式会社フラッグノーツ代表取締役を務める。代表作は『ダブルクロス』。通称は「クレバー矢野」や「王子」。

## 経歴
中学時代にクラスメイト（その一人に田中天がいた）がプレイしていた『ロードス島戦記コンパニオン』のセッションに「流行っていたのでなんとなく混じってみた」事をきっかけに、TRPGと出会う。
第1回ゲーム・フィールド大賞に「ユニバーサル・ガーディアン」で受賞。
2001年7月に同ゲームをリファインした『ダブルクロス』がゲーム・フィールド（F.E.A.R.の出版部門）社より発売され、後に自身もF.E.A.R.に入社する。
入社後は、代表作たる『ダブルクロス』の第2版である『ダブルクロス The 2nd Edition』及び3版である『ダブルクロス The 3rd Edition』の作成、サプリメントやリプレイのデザインや執筆、『BEAST BIND NEW TESTAMENT 新約・魔獣の絆』のリファイン・デザイン、『ニルヴァーナ』のプロデュース，『アリアンロッドRPG 2E』のディベロップメントなどを手がける。2009年、『ダブルクロス』の『The 3rd Edition』への移行と同時期にF.E.A.R.を退社し独立。
独立後も『ダブルクロス The 3rd Edition』のメンテナンスなどで引き続きF.E.A.R.を拠点に活動。2012年8月のジャパン・ゲーム・コンベンション（JGC）にて、水野良との共作による新作『グランクレスト』を2013年に公開すると発表。

## ゲームマスターとして
PC、特に主人公格を徹底的に追い詰め、そこから這い上がらせるシナリオとマスタリングを身上とする。またキャンペーン序盤では「自分(PC)は何者なのか」を問うテーマを立てる。この方向性については『ダブルクロス・リプレイ・ナイツ』1巻あとがきや『明日へのプロファイル』あとがきにて自ら触れている。

## エピソード
- 苦手なものは梅干
- 老人キャラを好み、シナリオ中に老人キャラが登場するととても喜ぶ。その由来は自身の祖父にあるとのこと（「ダブルクロス03 サード＋ブラッド」あとがきより）
- 『アリアンロッド・サガ・リプレイ (5) 激闘のピースメーカー』で、乗馬学校に通っていた事を明かした。祖父が学生時代に乗馬部に所属していた縁からだったが、落馬事故で怪我を負った事もあり辞めてしまった。今でも「駆け足はトラウマになるくらい怖い」という。

## 作品リスト

### テーブルトークRPG

#### ゲームデザイン
- ダブルクロス（1st Edition:ゲーム・フィールド 2nd Edition、3rd Edition:富士見書房）

#### システムデザイン
- BEAST BIND NEW TESTAMENT 新約・魔獣の絆（エンターブレイン）
- グランクレストRPG(富士見書房)

### リプレイ（ゲームマスター/リプレイ著者）
ダブルクロス
- ダブルクロス・リプレイ・オリジン
- ダブルクロス・リプレイ・アライブ
- ダブルクロス・リプレイ・ヴァリアント 消え去りし楽園

TRUE WORD
- ダブルクロス・リプレイ・ゆにばーさる 果て無きカーニバル

Chrome Dome
- ダブルクロス The 3rd Edition リプレイ・クロニクル 彷徨のグングニル

ドゥームズデイの魔獣
Contrast Side
Rabid Dog crying
- ダブルクロス・リプレイ・ナイツ

アルシャードガイア
- 明日へのプロファイル
- 希望へのコンタクト

異能使い
- 鳴神の巫女

漆黒の顎

### リプレイ（プレイヤー参加）
アリアンロッド
- アリアンロッド・リプレイ（シグ）
- アリアンロッド・リプレイ・ルージュ（トラン＝セプター、レント＝セプター）
- アリアンロッド・サガ・リプレイ（アル・イーズデイル）
- 魔を貫くもの（『アリアンロッド・ルージュ+1　ノエルと白馬の王子』収録:ルーリィ・スノール）

セブン＝フォートレス
- 宝玉の七勇者 （サプリメント『セブン＝フォートレス EX』、『フォーラの森砦V3（下）』〔ファミ通文庫版〕収録:ジーン=フィルナス）
- ラ・アルメイアの幻砦（ユースディール＝ウィート）

ダブルクロス
- ダブルクロス・リプレイ（上月司）
- ダブルクロス・リプレイ・トワイライト（フィン・ブースロイド）
- ダブルクロス・リプレイ・ストライク（シャル）
- ダブルクロス・リプレイ・ゆにばーさる 果て無きカーニバル

災厄の聖杯（神城日向）
ティーパーティーへようこそ（フィン・ブースロイド）
- ダブルクロス・リプレイ・エクソダス（諏訪原真也、グレムリン）
- ダブルクロス・リプレイ・ジパング（山住浄ノ進）
- ダブルクロス・リプレイ・ジェネシス（陸原コウ）
- ダブルクロス・リプレイ・デザイア（闇条晃士朗）
- ダブルクロス・リプレイ・カオスガーデン（ジーアール）
- ダブルクロス・リプレイ・デイズ（藤堂斗月）
- ダブルクロス・リプレイ・アカデミア（エナ・ソフォス）

ナイトウィザード
- 最果てで君を待つ扉 （ファンブック『リーチ・フォー・ザ・スターズ』収録:ノーチェ）
- 愛はさだめ､さだめは死（橘輪之助）

アルシャード
- 古城の秘密（サプリメント『オン・ユア・マインド』収録:ユーリス）
- アルシャードトライデント（ディムリット）

襲来! コスモマケドニア!!
爆誕! ゴッドウォリアーズ!!
柊サーガ（ナイトウィザード/セブン＝フォートレス/アルシャード）
- ナイトウィザードリプレイ 星を継ぐ者（サプリメント「スターダスト・メモリーズ」「スターダスト・ティアーズ」収録）
- セブン＝フォートレスリプレイ フレイスの炎砦
- セブン＝フォートレスリプレイ 黒き星の皇子
- アルシャードff リプレイ スルトの剣
- ナイトウィザードリプレイ 愚者の楽園（ファンブック「パワー・オブ・ラブ」収録）
- ナイトウィザードリプレイ 合わせ鏡の神子
- セブン＝フォートレスリプレイ シェローティアの空砦

その他
- ビーストバインド NT リプレイ 別れの日は過ぎて（サプリメント｢ビーストバインド・エヴァンジェル｣収録:桐生桂花)
- 異界戦記カオスフレア・リプレイ 暁の戦士たち（Episode2「ブライトストリング」、 Episode3「史上最大の決戦」:イリア・ルゥ・レグニツァ）
- 神曲奏界ポリフォニカRPGリプレイ「時を越えた子守歌」（トウヤ・ローゼリエ）

単行本・サプリメント未収録
- ニルヴァーナリプレイ 大崩壊再来（ゲーマーズ・フィールド別冊 07「いまどきのRPG」収録:ゼノン・ド・ツェール）

### 小説
- アリアンロッド・サガ（1）ルーズ・ソードマスター
- アリアンロッド・サガ（2）ワンダリング・プリンセス
- アリアンロッド・サガ（3）ロンサム・ヒーロー
- ダブルクロス01 ファースト＋ペイン
- ダブルクロス02 セカンド+ミッシング
- ダブルクロス03 サード＋ブラッド

小説・単行本未収録
- DRAGON MAGAZINE (ドラゴンマガジン) 2009年 09月号

### アニメーション
- Phantom in the Twilight（2018年） - シリーズ構成、世界設定
- トライナイツ（2019年） - シナリオ原案
- Engage Kiss（2022年） - 世界観設定

### ゲーム
- Fate/Grand Order（2021年） - ゲストライター
- Link!Like!ラブライブ!（2023年） - シナリオディレクション

## メディア出演
- ふぃあ通（ナイトウィザード通信時代も含む）:ゲスト
- ナイトウィザード The ANIMATION:DVDオーディオコメンタリー・TRPG編